# Denim (Band)
Denim war eine britische Band, die 1992 ihr erstes Album veröffentlichte und dem Britpop zuzuordnen war. Der Gründer von Denim war der Frontsänger der Post-Punk-Band Felt, Lawrence Hayward. Seine Idee war es, Glam Rock mit humoristischen Texten zu verbinden. Back in Denim wurde 1992 veröffentlicht, gefolgt von dem Album Denim on Ice, das vier Jahre später veröffentlicht wurde.
Novelity Rock wurde 1997 veröffentlicht, und es sollte im Sommer desselben Jahres auch eine Singleauskopplung herausgebracht werden. Doch diese Single wurde, wie das nächste Album Denim Take Over, nie veröffentlicht.